# Стехиометрическая валентность
Вале́нтность стехиометри́ческая (форма́льная вале́нтность) химического элемента — целое число от 1 до 8, характеризующее данный элемент и помогающее составлению правильных химических формул простых соединений (дальтонидов без гомоцепей) с участием этого элемента.

## Историческая справка
В начале XIX века Дж. Дальтоном был сформулирован закон кратных отношений, из которого следовало, что атом одного химического элемента может соединяться с одним, двумя, тремя и т. д. атомами другого элемента, а на два атома одного элемента может приходиться нечётное число атомов другого химического элемента. Так, оксиды азота имеют формулы N2O, NO, N2O3, NO2 и N2O5. После того, как были определены точные относительные веса атомов (Й. Я. Берцелиус и др.), стало ясно, что наибольшее число других атомов, с которыми может соединяться данный атом, не превышает определённой величины, индивидуальной для каждого химического элемента . Например, атом фтора F может соединяться лишь с одним атомом водорода H, атом кислорода O — с двумя атомами H, атом азота N — с тремя атомами H, атом углерода С — с четырьмя атомами H, образуя соответственно соединения HF, H2O, NH3 и CH4 (элементы, каждый атом которых способен соединяться с пятью и более атомами H, химии неизвестны; см. степень окисления). Количественная характеристика способности атомов одного химического элемента соединяться с определённым числом атомов другого химического элемента была впоследствии названа валентностью (идея принадлежит Э. Франкленду, 1853; термин ввёл в употребление немецкий химик К. Вихельхаус, 1868). Периодический закон Д. И. Менделеева (1869) вскрыл зависимость валентности элемента от его положения в периодической системе химических элементов. Эта зависимость сыграла чрезвычайно важную роль в развитии химии: зная лишь положение элемента (в том числе элементов, которые в то время ещё не были открыты) в периодической системе, можно было определить его валентные возможности, предсказать состав его соединений и впоследствии синтезировать их. С помощью представлений о формальной (стехиометрической) валентности химикам удалось обобщить и систематизировать огромный экспериментальный материал по строению, стехиометрическому составу и свойствам множества неорганических и простейших органических соединений.

## Нахождение стехиометрической валентности
Как и для любой другой измеримой величины, нахождение значения стехиометрической валентности основано на использовании эталона. Изначально в качестве единицы валентности была принята валентность водорода. Валентность химического элемента принималась равной числу атомов водорода, которое присоединяет к себе или замещает атом данного элемента в соединениях (валентность по водороду). Поскольку водород образует соединения не со всеми химическими элементами, были введены и другие вспомогательные эталоны валентности: валентность по фтору (стехиометрическая валентность фтора во всех его соединениях равна одной водородной единице валентности) и валентность по кислороду (стехиометрическая валентность кислорода в большинстве его соединений равна двум водородным единицам валентности). Валентность элементов, которые не соединяются с водородом, определяется из их соединений с теми элементами, валентность которых известна. Кислород и, особенно, фтор удобны тем, что соединения с ними образуют большинство химических элементов. Таким образом, стехиометрическая валентность есть величина, значение которой показывает, со сколькими одновалентными атомами может соединиться атом данного химического элемента (или сколько таких атомов он может заместить) при образовании химического соединения.
Л. Мейеру (1864) принадлежит современное определение стехиометрической валентности:
{\displaystyle V\equiv {\frac {M_{A}}{M_{E}}}},
где MA — атомная масса элемента, ME — его эквивалентная масса в химическом соединении, V — валентность элемента в данном соединении. Важно, что атомная и эквивалентная массы представляют собой экспериментально измеримые величины, так что стехиометрическую валентность по этой формуле можно рассчитать, в том числе, и для элементов, не образующих гидридов или оксидов, то есть тех элементов, для которых невозможно напрямую определить валентность по водороду или кислороду. Валентность, определяемая по этой формуле, находится по стехиометрическому составу соединения, откуда и название — стехиометрическая валентность. Поскольку при этом руководствуются формальным признаком — формулой химического соединения, то становится ясным и происхождение второго названия — формальная (формульная) валентность.
В соответствии с установленными эмпирически формулами химических соединений были составлены таблицы валентностей элементов. Элементы, стехиометрическая валентность которых всегда равна 1: H, Li, F, Nа, К, Rb, Cs; элементы, стехиометрическая валентность которых всегда равна 2: Be, Mg, Ca, Sr, Ba, Zn; элементы, стехиометрическая валентность которых всегда равна 3: B, Al, Sc, Y, La. Большинство химических элементов обладают переменной стехиометрической валентностью. Так, в оксидах азота, формулы которых приведены выше, стехиометрическая валентность азота изменяется от 1 до 5.
Значения стехиометрической валентности химических элементов:
| Атомный номер | Элемент        | Валентность               |
| ------------- | -------------- | ------------------------- |
| 6             | Углерод C      | (2), 4                    |
| 7             | Азот N         | 1, 2, 3, 4, 5             |
| 14            | Кремний Si     | (2), 4                    |
| 15            | Фосфор P       | (1), 3, 5                 |
| 16            | Сера S         | 2, 4, 6                   |
| 17            | Хлор Cl        | 1, (2), 3, (4), 5, 7      |
| 22            | Титан Ti       | 2, 3, 4                   |
| 23            | Ванадий V      | 2, 3, 4, 5                |
| 24            | Хром Cr        | 2, 3, 6                   |
| 25            | Марганец Mn    | 2, (3), 4, (6), 7         |
| 26            | Железо Fe      | 2, 3, (4), (6)            |
| 27            | Кобальт Co     | 2, 3, (4)                 |
| 28            | Никель Ni      | (1), 2, (3), (4)          |
| 29            | Медь Сu        | 1, 2, (3)                 |
| 31            | Галлий Ga      | (2), 3                    |
| 32            | Германий Ge    | 2, 4                      |
| 33            | Мышьяк As      | (2), 3, 5                 |
| 34            | Селен Se       | 2, 4, 6                   |
| 35            | Бром Br        | 1, (3), (4), 5            |
| 36            | Криптон Kr     | 2                         |
| 40            | Цирконий Zr    | (2), (3), 4               |
| 41            | Ниобий Nb      | (2), 3, (4), 5            |
| 42            | Молибден Mo    | (2), 3, (4), (5), 6       |
| 43            | Технеций Tc    | 1, 4, 5, 6, 7             |
| 44            | Рутений Ru     | (2), 3, 4, (6), (7), 8    |
| 45            | Родий Rh       | (2), (3), 4, (6)          |
| 46            | Палладий Pd    | 2, 4, (6)                 |
| 47            | Серебро Ag     | 1, (2), (3)               |
| 48            | Кадмий Cd      | (1), 2                    |
| 49            | Индий In       | (1), (2), 3               |
| 50            | Олово Sn       | 2, 4                      |
| 51            | Сурьма Sb      | 3, (4), 5                 |
| 52            | Теллур Te      | 2, 4, 6                   |
| 53            | Иод I          | 1, (3), (4), 5, 7         |
| 54            | Ксенон Xe      | 1, 2, 4, 6, 8             |
| 58            | Церий Ce       | 3, 4                      |
| 59            | Празеодим Pr   | 3                         |
| 60            | Неодим Nd      | 3, 4                      |
| 61            | Прометий Pm    | 3                         |
| 62            | Самарий Sm     | (2), 3                    |
| 63            | Европий Eu     | (2), 3                    |
| 64            | Гадолиний Gd   | 3                         |
| 65            | Тербий Tb      | 3, 4                      |
| 66            | Диспрозий Dy   | 3                         |
| 67            | Гольмий Ho     | 3                         |
| 68            | Эрбий Er       | 3                         |
| 69            | Тулий Tm       | (2), 3                    |
| 70            | Иттербий Yb    | (2), 3                    |
| 71            | Лютеций Lu     | 3                         |
| 72            | Гафний Hf      | 2, 3, 4                   |
| 73            | Тантал Ta      | (3), (4), 5               |
| 74            | Вольфрам W     | (2), (3), (4), (5), 6     |
| 75            | Рений Re       | (1), 2, (3), 4, (5), 6, 7 |
| 76            | Осмий Os       | (2), 3, 4, 6, 8           |
| 77            | Иридий Ir      | (1), (2), 3, 4, 6         |
| 78            | Платина Pt     | (1), 2, (3), 4, 6         |
| 79            | Золото Au      | (1), (2), 3               |
| 80            | Ртуть Hg       | 1, 2                      |
| 81            | Таллий Tl      | 1, (2), 3                 |
| 82            | Свинец Pb      | 2, 4                      |
| 83            | Висмут Bi      | (1), (2), 3, (4), (5)     |
| 84            | Полоний Po     | 2, 4, (6)                 |
| 85            | Астат At       | 1, (4), 5                 |
| 86            | Радон Rn       | 2, 4, 6                   |
| 87            | Франций Fr     | 1                         |
| 88            | Радий Ra       | 2                         |
| 89            | Актиний Ac     | 3                         |
| 90            | Торий Th       | 4                         |
| 91            | Протактиний Pa | 3, 5                      |
| 92            | Уран U         | (2), 3, 4, (5), 6         |
| 93            | Нептуний Np    | 2, 3, 4, 7                |
| 94            | Плутоний Pu    | 2, 3, 4, 5, 6, (7)        |

В скобках указаны редко проявляемые значения стехиометрической валентности.
Стехиометрическая валентность химического элемента зависит от его положения в периодической системе. Высшая валентность химического элемента не может превышать номера группы короткой формы периодической системы, в которой этот элемент находится (медь Cu, серебро Ag и золото Au — исключения). Стехиометрическую валентность 8 могут проявлять рутений Ru, осмий Os и ксенон Xe. Низшая валентность равна разности (8 — N), где N — номер группы, в которой находится данный элемент. Валентность элементов по водороду имеет максимальное значение 4, которое достигается элементами IV группы периодической системы. Элементы V—VII групп в своих соединениях с водородом проявляют низшую валентность. В бинарных соединениях низшую валентность проявляет тот элемент, который находится в периодической таблице элементов правее или выше, а высшую валентность — элемент, расположенный левее или ниже. Например, в соединении с кислородом сера проявляет высшую валентность 6, соответственно формула оксида серы (серного ангидрида) SO3. Для неметаллов, как правило, для большей части соединений характерны две валентности — высшая и низшая. Так, сера имеет высшую валентность 6 и низшую (8 — 6) = 2; для фосфора характерны валентности 5 и (8 — 5) = 3.

## Применение стехиометрической валентности
Зная стехиометрические валентности элементов, входящих в состав химического соединения, можно составить его брутто-формулу. В простейшем случае бинарного соединения для этого используют правило, согласно которому суммарная валентность всех атомов одного элемента должна быть равна суммарной валентности всех атомов другого элемента.
Алгоритм составления формулы бинарного химического соединения (на примере оксида 5-валентного фосфора):
| Действие                                                           | Результат                    |
| ------------------------------------------------------------------ | ---------------------------- |
| Написать символы элементов                                         | P O                          |
| Указать валентности элементов                                      | P(5) O(2)                    |
| Найти наименьшее общее кратное валентностей (НОК)                  | 5 * 2 = 10                   |
| Найти число атомов элементов делением НОК на валентности элементов | P: 10 / 5 = 2; O: 10 / 2 = 5 |
| Записать формулу соединения                                        | P2O5                         |

Правила записи химических формул бинарных соединений:
- Атом металла в формуле ставят на первое место.
- Атом неметалла, проявляющий низшую валентность, ставят на второе место (название такого соединения оканчивается на «-ид»). Например, СаО — оксид кальция, NaCl — хлорид натрия, PbS — сульфид свинца.

Формулы более сложных химических соединений иногда можно формально разбить на бинарные составляющие и применить к этим частям правила составления химических формул бинарных соединений. Например, формулу сульфата калия K2SO4 можно записать как K2O•SO3, формулу карбоната натрия Na2CO3 как Na2O•CO2, а формулу магнетита Fe3O4 (или {\displaystyle {\stackrel {II}{\mbox{Fe}}}({\stackrel {III}{\mbox{Fe}}}{\stackrel {}{\mbox{O}}}_{2})_{2}}) можно представить в виде FeO•Fe2O3.
Не все неорганические соединения, формулы которых можно построить по значениям формальной валентности входящих в них химических элементов, существуют в действительности. С другой стороны, содержащие 2–3 элемента простые соединения с формулами, для которых правила формальной валентности не соблюдаются, среди неорганических соединений составляют меньшинство.

## Дальнейшее развитие представлений о валентности
Понятие о формальной валентности, весьма эффективное для простых химических соединений, становится малополезным для соединений более сложных, типа фаз внедрения, координационных соединений вроде карбонилов железа Fe(CO)5, Fe2(CO)9, Fe3(CO)12, или соединений, в которых одинаковые атомы соединяются друг с другом с образованием гомоцепей (ацетилениды, пероксиды, персульфиды и другие неорганические соединения, а также почти все органические соединения с двумя и более атомами углерода). Для соединений с гомоцепями оказалось плодотворным представление о структурной валентности, используемое в классической теории химического строения А. М. Бутлерова.
Попытки придать понятиям формальной и структурной валентности содержательный смысл привели к появлению понятий ковалентность, спин-валентность, гетеровалентность, электрохимическая валентность (электровалентность, формальный заряд центрального атома (комплексообразователя) в сложном ионе, в т.ч. комплексном; а также эффективный заряд ядра атома), ионная валентность (окислительное число, степень окисления), зарядовое число, координационное число (см. статью «Валентность» и Степень окисления#Условность).  В современной химии представления о валентности часто отождествляют с общим учением о химической связи.